# Braunbeck’s Sport-Lexikon
Braunbeck’s Sport-Lexikon. Automobilismus, Motorbootwesen, Luftschifffahrt ist ein erstmals 1910 in Berlin durch den Verleger und Sportler Gustav Braunbeck herausgegebenes Lexikon aus der Frühzeit der motorisierten Sportarten, laut Untertitel Automobilismus, Motorbootwesen und Luftschifffahrt. Das in Frakturschrift bei der Vereinigte Verlagsanstalten Gustav Braunbeck & Gutenberg-Druckerei Aktiengesellschaft, Berlin erschienene Werk gilt als wichtige Quelle für die angegebenen Sportarten inklusive Flugsport und deren Entwicklung.